# Elymnias rarior
Elymnias rarior är en fjärilsart som beskrevs av Martin 1929. Elymnias rarior ingår i släktet Elymnias och familjen praktfjärilar. Inga underarter finns listade i Catalogue of Life.